# Tankōbon
Tankōbon (jap. 単行本; dosł. „niezależnie pojawiająca się książka”) – japoński termin, zapożyczony z klasycznego języka chińskiego, określający książkę, która jest kompletna sama w sobie i nie jest częścią serii (podobnie jak w monografii). Nowoczesne japońskie wydawnictwa czasem używają tego określenia dla tomów, które są częścią serii. Termin może być stosowany dla powieści, dzieł literatury faktu, podręczników do ekonomii, książek z poradami kosmetycznymi lub zawierającymi spójny zbiór fotografii, katalogów prezentujących przykłady wcześniej wydanych książek, i tym podobnych w twardej oprawie. Jest bardziej specyficzny niż zwykła książka (hon) obejmując również książki, ale z kilkoma cechami typowymi dla czasopisma, jeden lub kilka tomów encyklopedii (lub cały zestaw) itp.

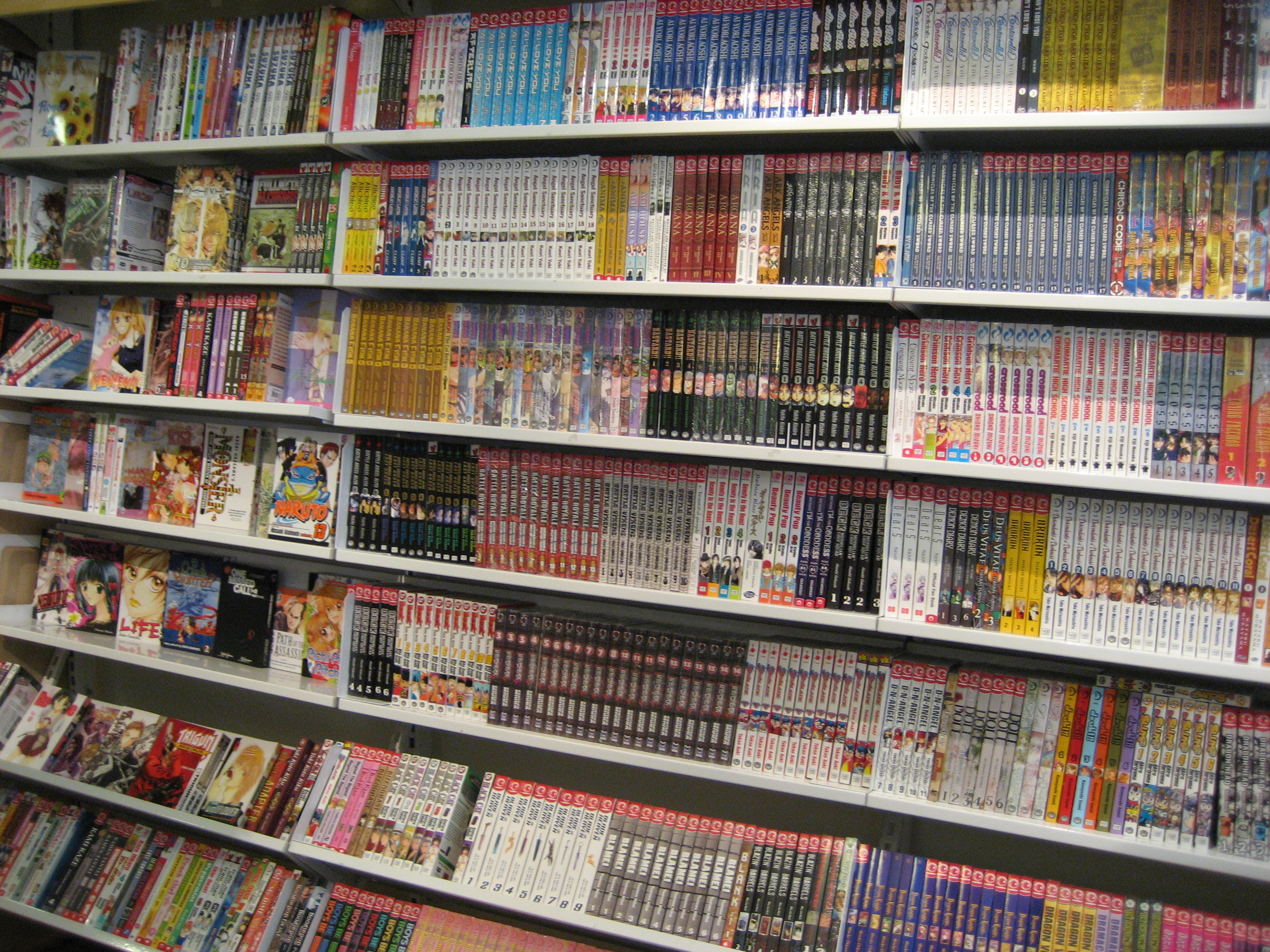
Regał z mangami wydanymi w formacie tankōbon

Tankōbon nie obejmuje bunkobon (jap. 文庫本;  formatu używanego dla powieści), shinsho (jap. 新書; zazwyczaj używanego dla literatury faktu), czy raczej o większym formacie mook (jap. ムック mukku; połączenie „czasopisma” oraz „książki"), gdyż każdy z nich wydawany jest w seriach.
Tankōbon może być wydawany w dowolnych wymiarach, od książek o miniaturowym rozmiarze (tzw. mamehon (jap. 豆本)) do okazałych wielkości folio. Niemniej jednak różnorozmiarowe tankōbon zazwyczaj otrzymują taksonomiczną nazwę.

## Manga
Zazwyczaj manga jest najpierw publikowana w czasopismach mangowych (tygodnikach lub miesięcznikach, np. Afternoon, Shūkan Shōnen Jump lub Hana to Yume). Te antologie często zawierają setki stron i rozdziałów prezentując kilka różnych serii. Są one publikowane na papierze gazetowym, są niedrogie i uważane za jednorazowe. Tankōbon jest zbiorem rozdziałów w danej serii, przedrukowywanych w formacie kieszonkowym i na papierze wyższej jakości, zazwyczaj mają około 200 stron.

## Specjalne formaty

### Aizōban
Aizōban (jap. 愛蔵版) jest kolekcjonerskim wydaniem tomu. Są one na ogół droższe i z cechami charakterystycznymi, takimi jak okładki stworzone specjalnie dla edycji, specjalny papier używany do ich wykonania, wyższej jakości papier stronic mangi, oryginalne opakowanie i tym podobne. Aizōban są zwykle drukowane w limitowanym nakładzie produktu, zwiększając tym samym wartość kolekcjonerską tych kilku wykonanych egzemplarzy. Format aizōban zaczął podbijać rynek amerykański takimi tytułami jak Fruits Basket i Rurōni Kenshin, wydanymi ponownie w formacie aizōban. Ogólnie tylko najbardziej popularne mangi są publikowane w tym formacie.

### Kanzenban
Kanzenban (jap. 完全版; dosł. „pełna wersja”) jest inny termin niekiedy używany do określenia tego rodzaju specjalnego wydania. Publikacja kanzenban drukowana jest generalnie w formacie A5 (148×210 mm) i zazwyczaj zawiera oryginalne okładki rozdziałów, kolorowe strony i historie poboczne z oryginalnego magazynu – cechy, które są często pomijane lub zamienione na skalę szarości w standardowych edycjach tankōbon. Choć nazwa aizōban podkreśla wartość tomów, termin kanzenban podkreśla ich kompletność, chociaż jest również na ogół zarezerwowane dla popularnych mang, takich jak Dragon Ball.

### Sōshūhen
Sōshūhen (jap. 総集編; dosł. „pełna kolekcja”) jest stosunkowo nowym formatem publikowanym przez Shūeisha od 2008 roku. Edycja sōshūhen drukowana jest w formacie B5 (176×250 mm), większym niż kanzenban. Podobnie odwzorowuje okładki rozdziałów i kolorowe strony, a jednocześnie załącza szereg bonusowych funkcji, takich jak plakaty i wywiady. Większość wydawnictw sōshūhen stosowanych jest dla popularnych mang z trwającą serią, np. takich jak Naruto czy One Piece. Zawierają one również znacznie więcej stron niż standardowy tankōbon, a więc zawierają więcej rozdziałów w mniejszej ilości tomów. Część I Naruto została pierwotnie opublikowana w 27 tomach tankōbon, ale w zaledwie ośmiu tomach sōshūhen.

### Bunkoban
Bunkoban (jap. 文庫版) – wydanie odnosi się do tankōbon drukowanych w formacie bunko lub typowej wielkości tomu dla japońskich powieści. Publikacja bunkoban drukowana jest w formacie A6 (105×148 mm), jest grubsza niż tankōbon, a w przypadku mangi, zwykle mają nową okładkę zaprojektowaną specjalnie z myślą o wydaniu. W przypadku mangi bunkoban zwykle zawiera znacznie więcej stron niż tankōbon, więc edycja bunko danej mangi składa się z mniejszej ilości tomów. Manga Please Save My Earth została pierwotnie opublikowana w 21 tomach tankōbon, ale w zaledwie 12 tomach bunkoban. Jeśli oryginalna manga była wydana w formacie wide-ban, wydanie bunkoban zwykle ma taką samą liczbę tomów. Termin ten jest powszechnie skracany w języku japońskim do słowa bunko.

### Wide-ban
Wide-ban lub waidoban (jap. ワイド版) – wydanie większe niż zwykłe tankōbon (format A5). Wiele mang, szczególnie z gatunku seinen i josei, są publikowane w tym formacie po serializacji w magazynach, podczas gdy format tankōbon jest powszechny dla mang z gatunku shōnen i shōjo. Gdy seria pierwotnie opublikowana w formacie tankōbon zostanie wydana ponownie w formacie wide-ban, każdy tom zawiera więcej stron niż w oryginalnej wersji, a seria składa się z mniejszej ilości tomów. Manga Maison Ikkoku została pierwotnie opublikowana w 15 tomach tankōbon, ale w zaledwie 10 tomach wide-ban.

### Shinsōban
Shinsōban (jap. 新装版) – nowa edycja wydana z (zazwyczaj) nową okładką. Tomy w takim wydaniu zazwyczaj mają nowe kolorowe strony i inne dodatki. W 2002 roku manga Czarodziejka z Księżyca została wydana ponownie, niektóre strony zostały całkowicie przerysowane, a dialogi zostały poprawione przez autorkę. Nowsze wydanie składało się z 12 tomów, a nie 18, jak oryginalne.